# Poterie de Mata Ortiz

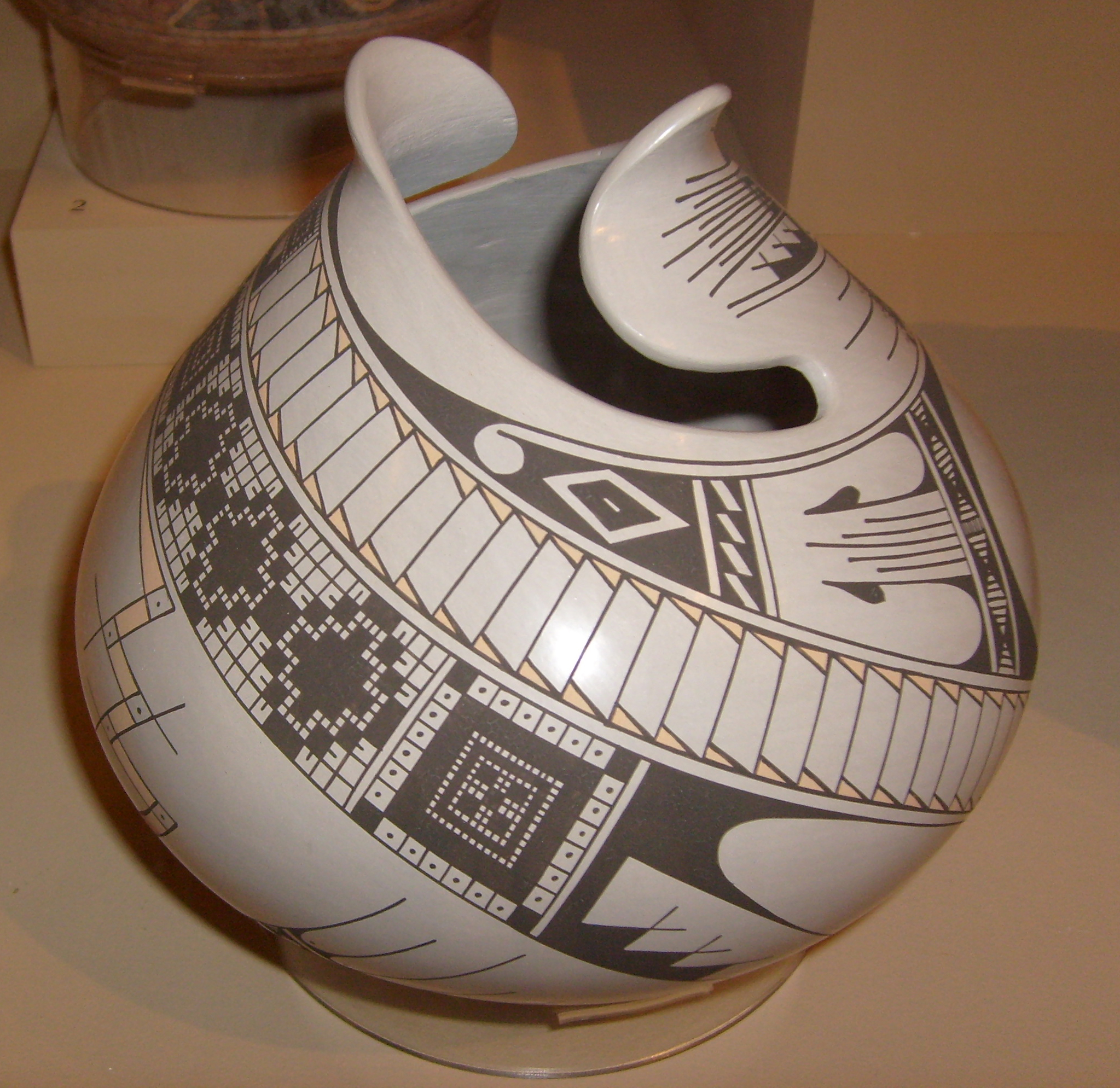
Mata Ortiz pottery jar by Jorge Quintana, 2002. Displayed at Museum of Man, San Diego.

La poterie de Mata Ortiz est une reconstitution de la poterie de Mogollon trouvée dans et autour du site archéologique de Casas Grandes (Paquimé) dans l'état mexicain de Chihuahua. Du nom de la ville moderne de Mata Ortiz (en), qui se trouve près du site archéologique, le style est propagé par Juan Quezada Celado (en). Quezada apprend par lui-même à recréer cette poterie ancienne et la met ensuite à jour. Au milieu des années 1970, Quezada vend sa poterie et enseigne à sa famille et à ses amis à la fabriquer, et elle pénètre le marché américain grâce aux efforts de Spencer MacCallum, puis de Walt Parks et de commerçants mexicains. Dans les années 1990, la poterie est exposée dans les musées et autres institutions culturelles et vendue dans de belles galeries. Son succès, elle est vendue pour sa valeur esthétique plutôt que pour sa valeur utilitaire, sort la ville de Mata Ortiz de la pauvreté, la majeure partie de sa population tirant directement ou indirectement des revenus de l'industrie.

## La ville
Mata Ortiz (en) est situé dans l'état mexicain de Chihuaha à environ 4,5 heures de route au sud et à l'ouest d'El Paso, au Texas, aux États-Unis. C'est une petite ville, avec des habitations construites avec des briques en adobe, au pied de la Sierra Madre Occidentale, le long des rives de la rivière Palanganas,.
Malgré le succès de Mata Ortiz, la création de poteries ne s'étend pas aux villes environnantes.

## Histoire de la céramique

### Site archéologique de Paquimé
La proximité du site archéologique de Paquimé ou Casa Grandes est un élément essentiel du développement de la céramique à Mata Ortiz (en). Paquimé est l'un des sites archéologiques les plus importants du nord-ouest du Mexique et du sud-ouest des États-Unis et le centre de la culture Mogollon. Cette culture atteint son apogée vers 1400, avec des preuves de son influence à des centaines de kilomètres de son centre dans l'état actuel de Chihuahua. Les fouilles de Paquimé sont entreprises entre 1958 et 1961 par l'archéologue Charles C. Di Peso (en), ce qui suscite un intérêt local pour le site. Cependant, au moment où la renaissance de la poterie commence à Mata Ortiz, Paquimé n'est pas étudié aussi bien que d'autres cultures désertiques de la région et il y a peu de connaissances spécialisées sur sa poterie. Depuis, le Museo de las Culturas del Norte (musée des cultures du Nord) a ouvert ses portes à Paquimé en 1997 et le site est déclaré patrimoine mondial par l'UNESCO en 1998.
La poterie de Paquimé est étroitement liée à la grande famille de la poterie des Pueblos, montrant l'influence de l'Arizona, du Nouveau Mexique et du Mexique central, avec des éléments qui sont propres à la région,. Diverses couleurs apparaissent dans les œuvres, y compris un ivoire presque blanc, une couleur rougeâtre et noir. La poterie de Paquimé est commercialisée dans toute l'Amérique du Nord.

### Juan Quezada

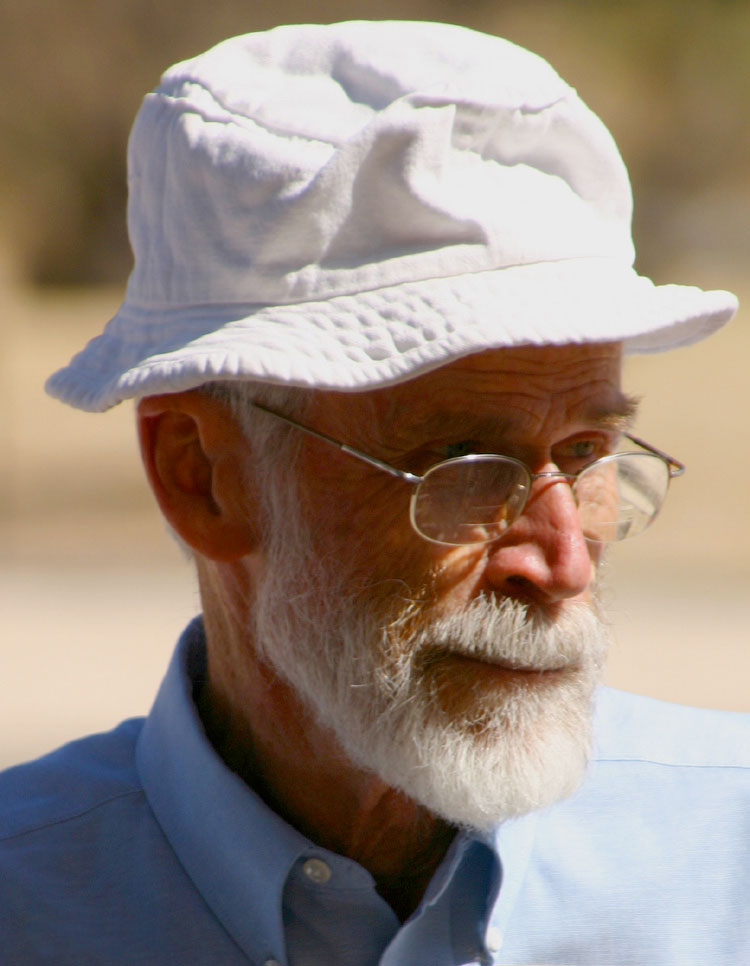
Spencer MacCallum

La tradition pré-hispanique de la poterie est complètement perdue, mais l'argile est encore abondante dans la région. Juan Quezada Celado (en) est crédité pour le renouveau et le développement de la poterie dans la région. Au début des années 1960, c'est un fermier très pauvre qui ramasse du bois de chauffage dans la région du site archéologique de Paquimé. Il trouve des fragments de poterie de Paquimé et du style Mimbres encore plus ancien, caractérisé par des motifs zoomorphes noir sur blanc. Il trouve également des gisements d'argile local et commence des expériences pour déterminer comment la poterie ancienne est faite. Contrairement à la renaissance de la poterie en Arizona et au Nouveau-Mexique, qui dépend de l'aide d'experts, Quezada fait revivre la poterie de Paquimé par ses propres moyens. Par exemple, il découvre que les récipients d'argile pure sont trop fragiles et, après avoir étudié les bords de la vieille poterie cassée, il détecte l'utilisation de sable et d'autres matériaux grossiers comme matériau de renfort. Il trouve également que la bouse de vache séchée est un excellent combustible de cuisson peu coûteux. En 1971, il met au point une sorte de poterie polychrome. Bien qu'il n'ait jamais reçu d'instruction formelle, il réussit à produire des réceptacles de haute qualité. Ses expériences vont au-delà de la poterie à l'ancienne recréée. Par exemple, l'un de ses objectifs est de trouver une riche source d'argile blanche, difficile à trouver puisqu'elle n'est pas contaminée par d'autres minéraux. Il la déniche finalement quand il regardé une fourmilière et remarqué que les fourmis transportent de petites boules d'argile blanche. Ce dépôt se trouve sur la propriété de Quezada, mais malgré cela, il permet à d'autres poteries d'en profiter. Cependant, les principales innovations sont la conception et la décoration des pots, plutôt que les matériaux ou le processus de fabrication. Il crée de nouvelles formes de récipients et modifie les motifs traditionnels peints pour créer une apparence plus fluide. Il peint également l'ensemble du récipient pour donner aux dessins un sens du mouvement.
Quezada offre ses premières poteries aux membres de sa famille et à ses amis comme cadeaux. Vers le milieu des années 1970, ses œuvres commencent à être vendues commercialement et dans les années 1980, on le retrouve dans les meilleures galeries de l'Arizona, du Nouveau Mexique et de la Californie. Au début, les commerçants veulent faire passer son travail pour ancien, mais bientôt ses dessins inventifs se vendent et peu de temps après, il commence à signer ses œuvres. Bien que Quezada ait quelques ventes aux États-Unis, son travail est présenté à un large public dans le pays par Spencer MacCallum. MacCallum trouve le travail de Quezada dans un magasin de seconde main à Deming, au Nouveau-Mexique. Il voyage dans le nord du Mexique, montrant des photos des pots et demandant si quelqu'un pouvait lui dire qui les fait. Les deux hommes se rencontrent finalement en 1976, alors que Quezada travaille sur une commande de 250 pots pour un magasin à El Paso,. Impressionné par le talent de Quezada, MacCallum offre son patronage au potier, promettant d'acheter et de fabriquer tous les pots en échange de l'expérimentation et du développement continu de Quezada dans son art. Pendant près de huit ans, MacCallum apporte un soutien financier à Quezada, agissant comme mentor et agent. Cet accord permet à Quezada de devenir un potier de classe mondiale,. MacCallum contribue largement à amener la poterie à l'attention des musées et autres institutions artistiques. La première grande exposition de l'œuvre de Quezada a lieu à l'Arizona State Museum (en).
Peu de temps après que Quezada commence à vendre ses marchandises, il coomence également à enseigner le métier à sa famille immédiate. À leur tour, ils enseignent à d'autres membres de la famille et à des amis. Dès le début, les femmes ne sont pas exclues de cette activité, même si le travail est rare pour les hommes,.
Aujourd'hui, Juan Quezada est reconnu comme le maître potier de Mata Ortiz. En 1999, il reçut le prix prestigieux Premio Nacional de Ciencias y Artes (catégorie artisanat et art populaire) des mains du président mexicain Ernesto Zedillo,.

### Innovation et marketing

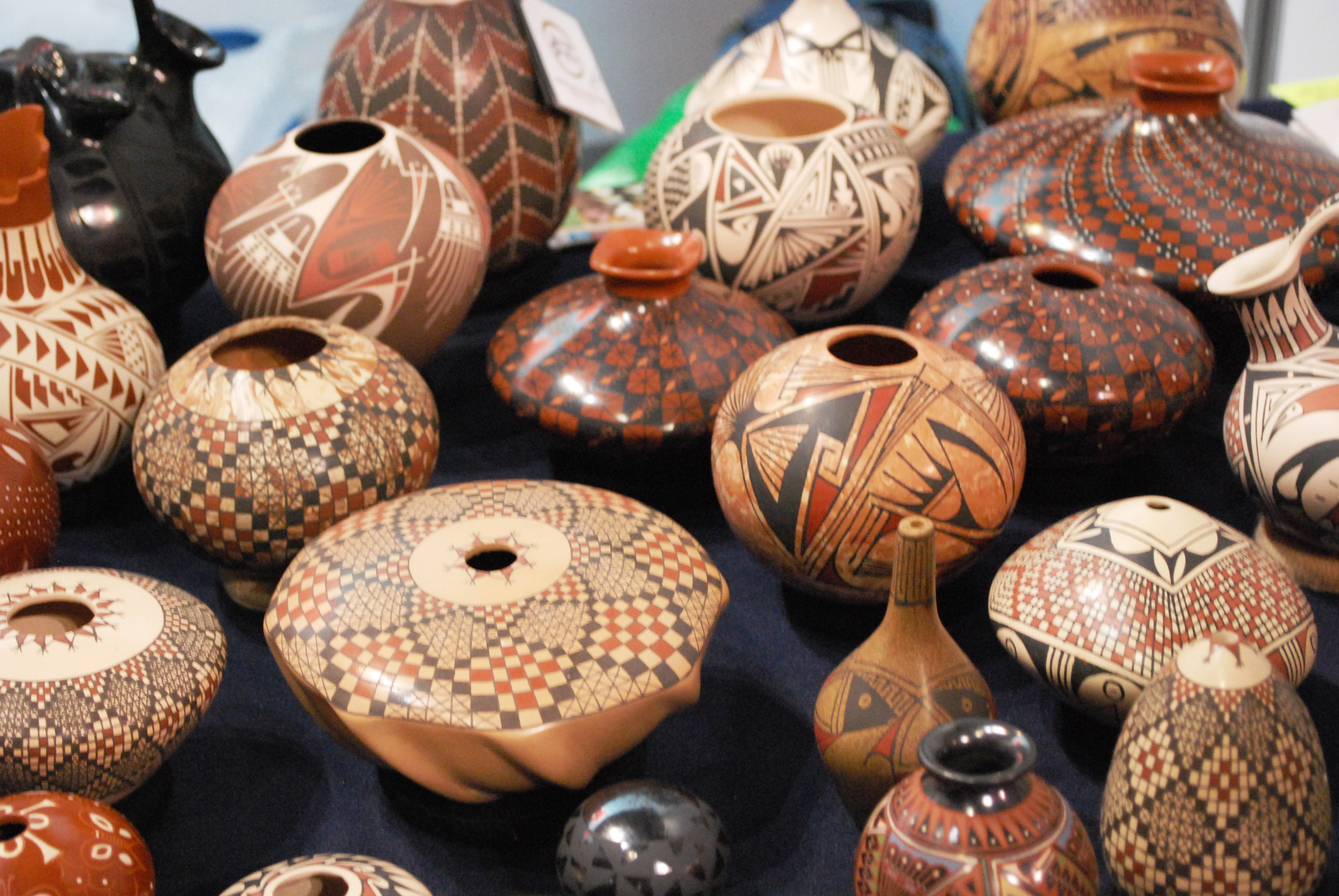
Poteries de Mata Ortiz lors d'une exposition FONART à Mexico.

Au milieu des années 1970, les pots de Mata Ortiz (en) de Juan Quezada (en) se vendent plusieurs dollars pièce, y compris à des commerçants d'El Paso, ce qui l'amène à enseigner le métier à ses frères et sœurs,. Il s'agit notamment de la potière la plus en vue de Mata Ortiz, sa sœur Lydia Quezada Celado de Talavera, qui est la première à acquérir une renommée internationale.

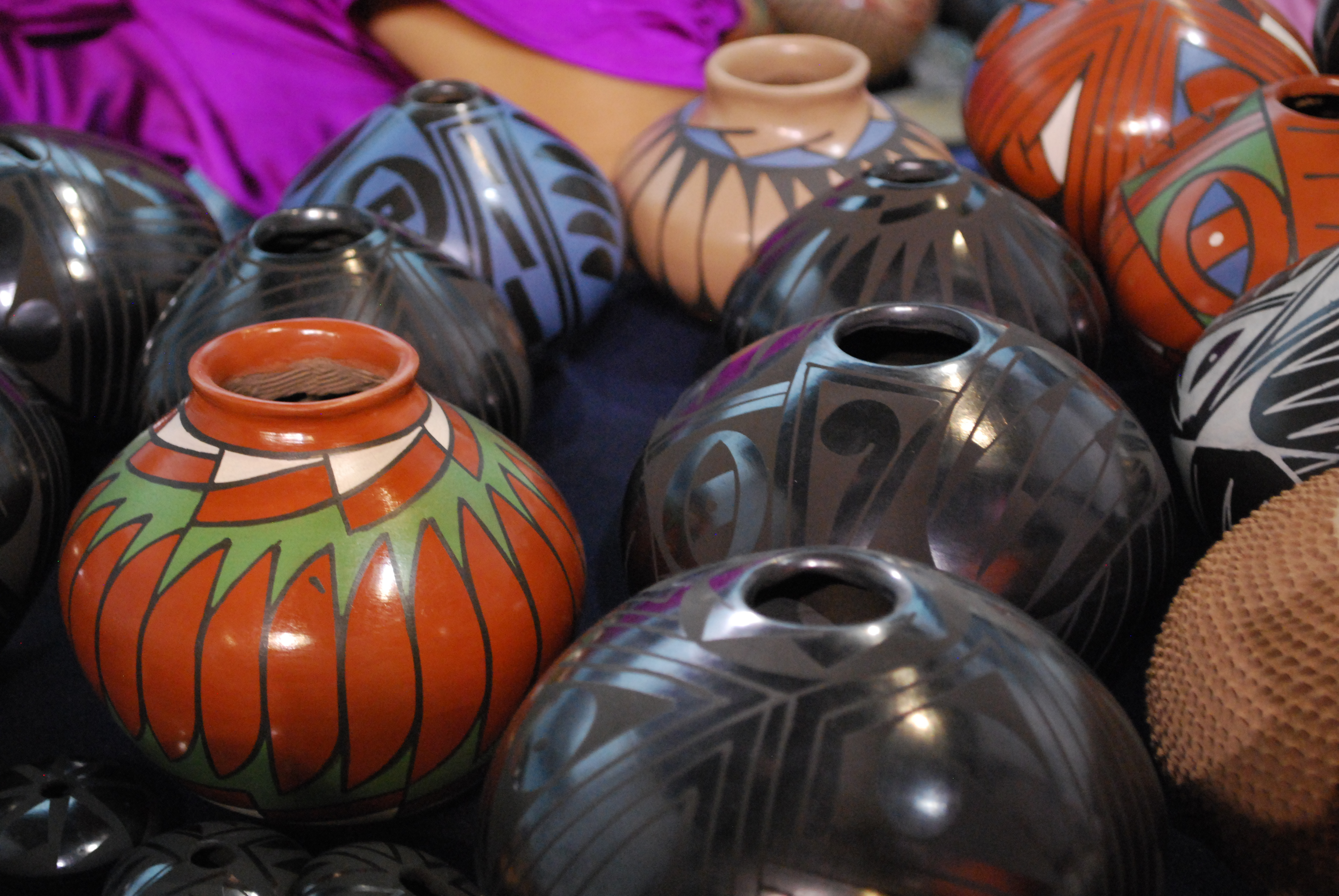
Poteries de Mata Ortiz lors d'une exposition FONART à Mexico.

Ils l'enseignent à la génération suivante, puis à leurs amis et voisins. Suivant l'exemple de Quezada, d'autres potiers passent rapidement de la copie de motifs préhistoriques à la création de motifs originaux. Bien que Quezada veuille que toutes les poteries de Mata Ortiz aient un certain niveau de qualité, pas tous sont d'accord. La famille Felix Ortiz est la première à travailler sur des pots plus simples et de moindre qualité, mais elle continue à vendre. Les Quezadas créent également différents modèles et forment un nouveau centre de fabrication de poterie dans le quartier d'El Porvenir qui produit ensuite divers autres potiers de différents niveaux de compétence. Dans les années 1980, d'autres commencent à apprendre la poterie sans l'aide des familles Quezada ou Ortiz. Un certain nombre d'équipes mari-femme se développent et forment leurs propres styles de signature. L'éloignement de Quezada des styles anciens originaux et avec un grand nombre de personnes qui travaillent maintenant sur la poterie, d'autres innovations ont lieu. Reynaldo, le frère de Quezada, est crédité d'avoir introduit des argiles mixtes, donnant un effet marbré. Sa sœur Lydia commence à peindre des couleurs vives sur les populaires céramiques noir sur noir. Vers 1982, Macario Ortiz commence à appliquer du graphite sur la surface qui, après cuisson, devient une surface lisse et brillante,. Les jeunes potiers apprennent de leurs aînés, mais au fur et à mesure qu'ils acquièrent de l'expérience, ils développent leur propre style, mais pour les jeunes et les vieux, ce qui détermine si un style demeure, c'est s'il se vend.
Le principal succès de Mata Ortiz se produit aux États-Unis, surtout entre les années 1980 et 1990. Le premier à faire la promotion à grande échelle de la poterie dans le pays est l'anthropologue amateur Spencer MacCallum, qui aide Quezada à obtenir ses premières expositions de musée. Une autre figure importante dans la commercialisation de la poterie est Walt Parks, un consultant d'affaires, impliqué depuis 1984. Il apporte des pots aux États-Unis pour les vendre, organise des expositions et des cours et offre même des services gratuits en tant que traducteur et conseiller financier. Parks considère la poterie comme un nouveau mouvement artistique. Bien qu'il ne soit pas le seul Américain à promouvoir la poterie, il est le plus dévoué, publiant un livre à ce sujet en 1993 intitulé « Le Miracle de Mata Ortiz » et écrit et donne régulièrement des conférences sur ce sujet. Un phénomène qui aide Mata Ortiz est la renaissance des styles de poterie du sud-ouest des États-Unis, qui se produit à peu près à la même époque. D'autres expositions majeures de Mata Ortiz ont lieu au Heard Museum de Phoenix, en Arizona, et à l'Arizona State Museum (en) à Tucson, également en Arizona, en 1977, au Chaffey College (en), à Rancho Cucamonga, en Californie, et au Maxwell Museum of Anthropology (en), à Albuquerque, au Nouveau-Mexique, en 1979, ce qui permet à la poterie de se faire connaître au niveau international. Une exposition intitulée « Juan Quezada et la nouvelle tradition » se rend dans cinq endroits aux États-Unis et attire une attention sans précédent sur Mata Ortiz et élargit le marché de leurs produits de manière exponentielle. Cependant, il n'y a pas eu d'exposition majeure de la poterie au Mexique avant 1999, date à laquelle une exposition est inaugurée au Musée Franz Mayer (en) à Mexico.
Dans les années 1990, le succès de la poterie apporte la prospérité à la ville, avec la famille de la poterie capable d'acheter des camions, ajouter des chambres, des salles de bains et des cuisines à leurs maisons. Pendant ce temps, environ trois ménages sur quatre essaient de fabriquer de la poterie pour en tirer des avantages économiques. Au cours de cette décennie, la demande de marchandises ne cesse d'augmenter, surtout chez les potiers accomplis, ce qui entraîne une hausse des prix, d'autant plus que la demande augmente au Mexique, en Asie et en Europe. La renommée de la poterie commence à attirer des acheteurs dans la ville de Mata Ortiz, à la recherche de potiers spécifiques. L'accent mis sur les marchés étrangers et les marchés haut de gamme fait passer la qualité avant la quantité, bien qu'une demande pour des marchandises moins chères signifie aussi des niches pour un travail de moindre qualité. Cependant, cela n'explique pas entièrement comment une communauté rurale peut produire un grand nombre d'artisans hautement qualifiés en si peu de temps. Ces potiers ne se considèrent pas comme les descendants directs de la culture Paquimé et sont rares sont les œuvres non vendues, ce qui signifie que l'impulsion de l'artisanat est économique et non culturelle.
Les années 1990 et 2000 attirent l'attention des agences gouvernementales sur l'artisanat dans la ville, en particulier le FONART, qui parraine un concours annuel de céramique pour aider les nouveaux potiers à se faire connaître. Cette intervention inclut également une formation en céramique et en marketing. L'une des innovations marketing est la création d'un groupe de micro-entreprises féminines appelé Grupo Pearson, suivi peu après par Grupo Paquimé. L'objectif de ces groupes est de fournir un revenu fiable à leurs membres en partageant les tâches de production et de commercialisation afin d'être aussi autosuffisants que possible. Aujourd'hui, les jeunes générations passent leur vie autour de la poterie, ce qui leur permet de s'épanouir.
Mata Ortiz demeure très populaire, surtout dans le sud-ouest des États-Unis et dans d'autres régions du pays. Les meilleures pièces se vendent maintenant pour des milliers de dollars, même si l'on peut encore se les procurer pour aussi peu que cinq dollars. Les récipients de taille moyenne peuvent rapporter jusqu'à 2 500 dollars. La plupart des pièces sont vendues en dollars parce que la majeure partie de la production est destinée aux États-Unis. Les plus belles pièces sont celles en argile blanche et celles fabriquées par Quezada sont beaucoup plus courantes. Les collectionneurs de la poterie comprennent Sandra Day O'Connor, et Laura Bush.

## Procédé et produit final

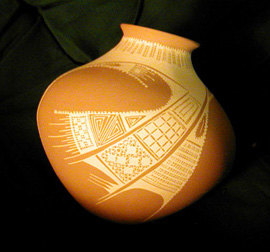
Pot de Mata Ortiz photographié par Richard Culatta.

Les potiers de Mata Ortiz (en) travaillent généralement à la maison, les chambres à coucher faisant souvent office d'atelier. L'espace de travail se compose généralement d'une simple table, avec des outils simples tels qu'une lame de scie à métaux, un couteau à beurre, des cuillères cassées, du papier de verre, une petite pierre et des pinceaux généralement faits de coupures de cheveux d'enfants, parfois seulement quatre ou cinq brins liés sur un bâton,. La mise en forme de l'argile est relativement fidèle aux techniques originales de Paquimé, mais chaque potier a ses propres variations dans la façon dont il fabrique ses pots. Cependant, elles sont généralement basées sur la méthode de Quesada, utilisant les argiles grises, jaunes, orange, rouges et blanches de la région, tout comme celles de Paquimé. Les peintures sont fabriquées à partir d'argile ou de minéraux broyés tels que le manganèse, également extrait localement,.

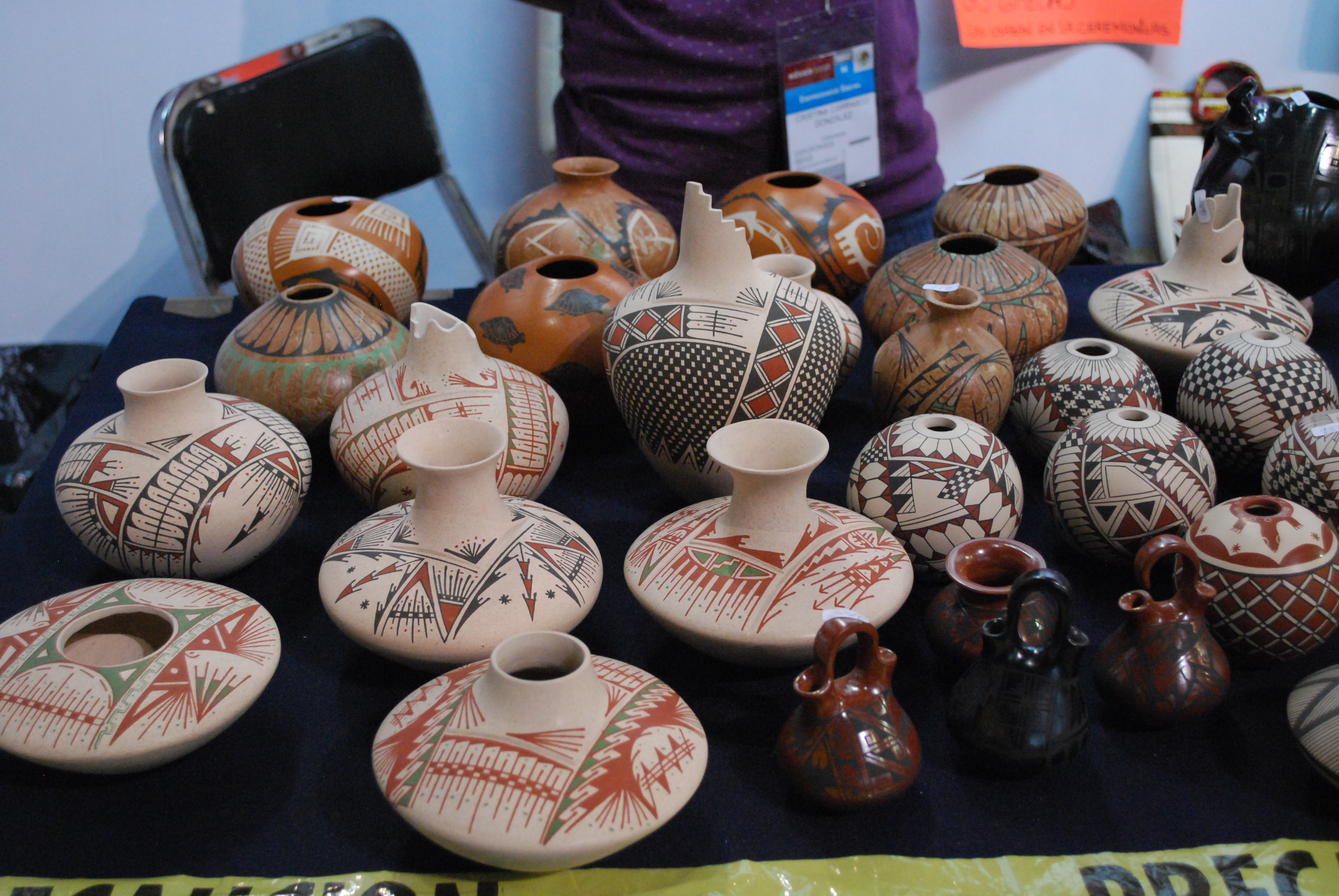
Poteries de Mata Ortiz lors d'une exposition FONART à Mexico.

La formation du vase se fait sans tour de potier ; c'est plutôt une sorte de lancer de roue qui en fait essentiellement des « pots de pincement » (pinch pots),. Pour commencer, une boule d'argile est pressée en une forme ronde et plate, que l'on appelle une tortilla. Cette dernière est pressée dans un bol pour l'aider à garder sa forme comme fond du récipient. Plus d'argile est ajoutée comme une bobine qui est pressée dans le bord supérieur de la tortilla, puis pliée sur elle-même pour former les parois du récipient, le bol étant le tour de potier qui aide à maintenir la forme et l'épaisseur. Les parois sont ensuite grattées, lissées et amincies (pour les récipients plus fins) avec une lame de scie à métaux, un procédé appelé segueteando. S'il doit y avoir un bord, et une couche supplémentaire est ajoutée et intégrée. Ensuite, le pot est mis de côté et une fois complètement sec, il est poncé à l'aide d'une pierre ou d'un os de cerf avec un peu d'huile végétale comme lubrifiant,,.
Après la peinture, les pots sont cuits à ciel ouvert ou dans des fours à fosse. Deux ou trois petits pots peuvent être cuits ensemble, mais les plus grands sont cuits individuellement. Ils sont posés sur un tas de bouse de vache séchée et de bois et, s'ils sont cuits à ciel ouvert, recouverts d'un grand pot renversé appelé « saggar »,.. Pour les pots polychromes, l'air peut circuler à l'intérieur de la chambre de cuisson. Si les pots doivent devenir noirs, la chambre est scellée pour garder la fumée à l'intérieur et l'air à l'extérieur. Lydia Quezada est à l'origine de la variation noire. Elle dit qu'elle a appris à le faire lorsqu'elle a accidentellement scellé la chambre pour un pot polychrome, créant des nuages noirs. L'effet l'a amenée à expérimenter davantage.
Les œuvres de poterie de Mata Ortiz sont faites pour leur valeur esthétique et utilisent la poterie pré-hispanique uniquement comme source d'inspiration et non comme un moyen de perpétuer une tradition artistique populaire. C'est au design de la peinture qu'on voit la variation artistique la plus évidente et les niveaux de compétence avec une grande variation. Certains potiers s'en tiennent à des motifs géométriques et des couleurs très similaires à ceux de la poterie originale de Paquimé, avec le récipient de forme ovale considéré comme classique,. D'autres développent des formes et des styles en utilisant de nouvelles couleurs telles que le vert, le jaune, des ignes de balayage et des lignes extrêmement fines. Les nouveaux motifs peints incluent des formes zoomorphes telles que des lézards, des serpents, des poissons, des oiseaux et d'autres, presque toujours en relation avec l'environnement désertique. La décoration la plus courante est le polissage pour donner une brillance douce et des lignes fines en noir et ocre. Une autre forme de décoration ajoute des éléments décoratifs en argile sur les parois du récipient et le sgraffite se fait généralement avec une seule couleur comme le noir sur noir. Une forme relativement rare de décoration pour la poterie est l'incision du récipient d'argile alors que l'argile est encore humide.
L'accent est généralement mis sur la qualité plutôt que sur la quantité, ce qui diffère de la production de poterie du centre du Mexique. La plupart des poteries produites sont de moindre qualité, avec des parois plus épaisses et une peinture moins artistique. Il y a un groupe du milieu de la poterie de Mata Ortiz qui fait de la bonne qualité et un groupe d'élite qui peut faire de la vraie marchandise artistique. Parmi ces artistes de premier plan figurent des membres de la famille de Quezada (Lydia, Nicolas, Noe et Damian Quezada), la famille Ortiz (Felix, Nicolas et Macario), Taurina Baca et Hector et Graciella Gallegos, entre autres. Nicolas Ortiz est plus connu pour la création de pièces sculpturales. De cette dernière catégorie proviennent quelques-unes des meilleures poteries faites à la main au monde.